# Міллард (Міссурі)
Міллард (англ. Millard) — селище (англ. village) в США, в окрузі Адер штату Міссурі. Населення — 79 осіб (2020).

## Географія
Міллард розташований за координатами 40°6′27″ пн. ш. 92°32′45″ зх. д. / 40.10750° пн. ш. 92.54583° зх. д. (40.107490, -92.545962).  За даними Бюро перепису населення США в 2010 році селище мало площу 0,31 км², уся площа — суходіл.

## Демографія
Згідно з переписом 2010 року, у селищі мешкало 89 осіб у 40 домогосподарствах у складі 27 родин. Густота населення становила 285 осіб/км².  Було 45 помешкань (144/км²).
Расовий склад населення:
| - 96,6 % — білих - 1,1 % — осіб інших рас |

До двох чи більше рас належало 2,2 %. Частка іспаномовних становила 1,1 % від усіх жителів.
За віковим діапазоном населення розподілялося таким чином: 23,6 % — особи молодші 18 років, 60,7 % — особи у віці 18—64 років, 15,7 % — особи у віці 65 років та старші. Медіана віку мешканця становила 51,5 року. На 100 осіб жіночої статі у селищі припадало 97,8 чоловіків;  на 100 жінок у віці від 18 років та старших — 94,3 чоловіків також старших 18 років.
Середній дохід на одне домашнє господарство  становив 35 545 доларів США (медіана — 35 000), а середній дохід на одну сім'ю — 34 481 долар (медіана — 35 000). За межею бідності перебувало 39,4 % осіб, у тому числі 50,0 % дітей у віці до 18 років та 33,3 % осіб у віці 65 років та старших.
Цивільне працевлаштоване населення становило 18 осіб. Основні галузі зайнятості: освіта, охорона здоров'я та соціальна допомога — 44,4 %, мистецтво, розваги та відпочинок — 16,7 %, науковці, спеціалісти, менеджери — 11,1 %, виробництво — 11,1 %.